# 백화산 (충남)
백화산(白華山)은 대한민국 충청남도 태안군 태안읍에 있는 산이다.
정상에는 국보 제307호 태안마애삼존불상과 고려 충렬왕 13년(1286년)에 축조된 백화산성 위치하고 있다. 이 산성은 둘레 619m이고 높이 3.3m이다. 성벽은 거의 무너진 상태이며, 성 안에는 우물터 2곳과 서산 북주산과 부석면의 도비산에 연락을 취하던 봉수대가 설치되어 있다.

## 같이 보기
- 한국의 산